# Distretto di Ko Lanta
Il distretto di Ko Lanta (in thailandese: เกาะลันตา) è un distretto (amphoe) della Thailandia, situato nella provincia di Krabi.
Al distretto appartengono diverse isole tra cui Ko Lanta Yai e Ko Klang.